# Chelonus hirmaculatus
Chelonus hirmaculatus är en stekelart som beskrevs av Chen och Ji 2003. Chelonus hirmaculatus ingår i släktet Chelonus och familjen bracksteklar. Inga underarter finns listade i Catalogue of Life.